# Юмьяшур
Юмьяшур — деревня в Алнашском районе Удмуртии, входит в Варзи-Ятчинское сельское поселение. Находится в 24 км к юго-востоку от села Алнаши и в 87 км к югу от Ижевска. Расположена на правом берегу реки Варзинка.
Население на 1 января 2008 года — 256 человек.

## История
В 1841 году открыт приход Свято-Троицкой церкви села Варзи-Ятчи, в его состав вошло несколько селений, в том числе деревня Юмьяшур. По итогам десятой ревизии 1859 года в 41 дворе казённой деревни Юмьяшур Елабужского уезда Вятской губернии проживали 127 жителей мужского пола и 135 женского, работала мельница.
В 1921 году, в связи с образование Вотской автономной области, деревня передана в состав Можгинского уезда. В 1924 году при укрупнении сельсоветов она вошла в состав Варзи-Ятчинского сельсовета Алнашской волости. В 1929 году упраздняется уездно-волостное административное деление и деревня причислена к Алнашскому району. В 1929 году в СССР начинается сплошная коллективизация, в процессе которой в деревне образована сельхозартель (колхоз) «Изошур».
- Александров Афанасий Сергеевич — кулак.
- Александрова Евдокия Афанасьевна (1925 г.р.) — член семьи кулака.
- Александрова Анна Егоровна — член семьи кулака.
- Мельникова Дарья Николаевна (1896 г.р.) — кулак.
- Мельников Трофим (1901 г.р.) — член семьи кулака.
- Мельникова Аксиния (1854 г.р.) — член семьи кулака.
- Муратов Кирилл Никитич (1871 г.р.) — арестован 2 ноября 1937 года. Приговор: 10 лет.

В 1950 году проводится укрупнение сельхозартелей, колхозы нескольких соседних деревень объединены в один колхоз «Изошур».
16 ноября 2004 года Варзи-Ятчинский сельсовет был преобразован в муниципальное образование Варзи-Ятчинское и наделён статусом сельского поселения.

## Объекты социальной сферы
- Юмьяшурский детский сад

## Люди, связанные с деревней
- Камитов Максим Иванович — уроженец деревни, призван Алнашским РВК в ноябре 1941 года. Гвардии старший лейтенант медицинской службы. Награждён орденами Отечественной войны II степени, Красной Звезды, фронтовыми медалями[9].
- Муратов Василий Евдокимович — уроженец деревни, призван Алнашским РВК в 1940 году. Штурман экипажа ночного бомбардировочного полка. Боевые награды: Отечественной войны I степени, два ордена Красной Звезды, фронтовые медали[10].
- Глезденев Валерий Васильевич — уроженец деревни, призван Алнашским РВК в ноябре 1968 года. В 1982—1984 годах постоянно выезжал в командировки в войска, выполняющие интернациональный долг в Афганистане, участвовал в боевых операциях, награждён орденом Красной Звезды. Во время штурмовой операции в районе Панджшера, вертолёт в котором находился Глезденев был сбит[11].